# Iglesia de Santa María de la Almudena
La iglesia de Santa María la Mayor o santa María de la Almudena fue el templo más antiguo de Madrid hasta su derribo en 1868 en el contexto de las obras de remodelación de la calle Mayor, y del viaducto de la calle Bailén y quizá influido por el ambiente revolucionario reinante. Esta iglesia se asentaba en la esquina de los antiguos trazados de las calles Mayor, donde tenía la entrada, y Bailén, siendo rodeada por el antiguo callejón, ahora calle de la Almudena, sobre el solar de la antigua mezquita mayor del Mayrit musulmán. La manzana descrita también albergaba la plaza de Santa María la Mayor, en su extremo occidental. La mezquita original formaría parte del primer recinto amurallado en el conjunto de la alcazaba, junto al alcázar que se erigía en la parte norte del solar del actual Palacio Real.

## Origen
Los historiadores de Madrid del Siglo de Oro como López de Hoyos o Jerónimo de Quintana entre otros, intentaron dotar a Madrid de un origen mitológico. Así, entre el conjunto de fábulas, correspondió a la pequeña parroquia de Santa María de la Almudena haber sido originalmente un templo dedicado a Júpiter que fue convertido en iglesia por San Calocero, dejando allí la imagen de la virgen. Sin duda esta historia es del todo incierta, en tanto que no hay restos romanos que indiquen poblamiento alguno en la zona, y menos aún de una ciudad de suficiente envergadura como para haber albergado semejante templo.
Entre los hechos ciertos, se sabe que Alfonso VI cristianiza la mezquita mayor de Mayrit, convirtiéndola así al culto cristiano como la iglesia de santa María la Mayor con la imagen en su altar de la virgen de la Flor del Lis, primera patrona de Madrid. Lamentablemente, no sabemos si esta purificación implicaba la adaptación del edificio existente o la demolición y construcción en su lugar de un templo de nueva planta. Dadas las prácticas de la época, ambas opciones son factibles.
En el siglo XVII, Jerónimo de Quintana, en la primera descripción exhaustiva de la iglesia, cita algunos elementos antiguos como lápidas con inscripciones que él cree romanas, pero que probablemente fueran del siglo XI o XII.

## Descripción
La iglesia se conoce hoy en día por diversas descripciones, dibujos, grabados y otras manifestaciones que han llegado hasta nuestros días, permitiéndonos trazar un recorrido por las diversas morfologías que presentó a lo largo de su historia.

### Arquitectura

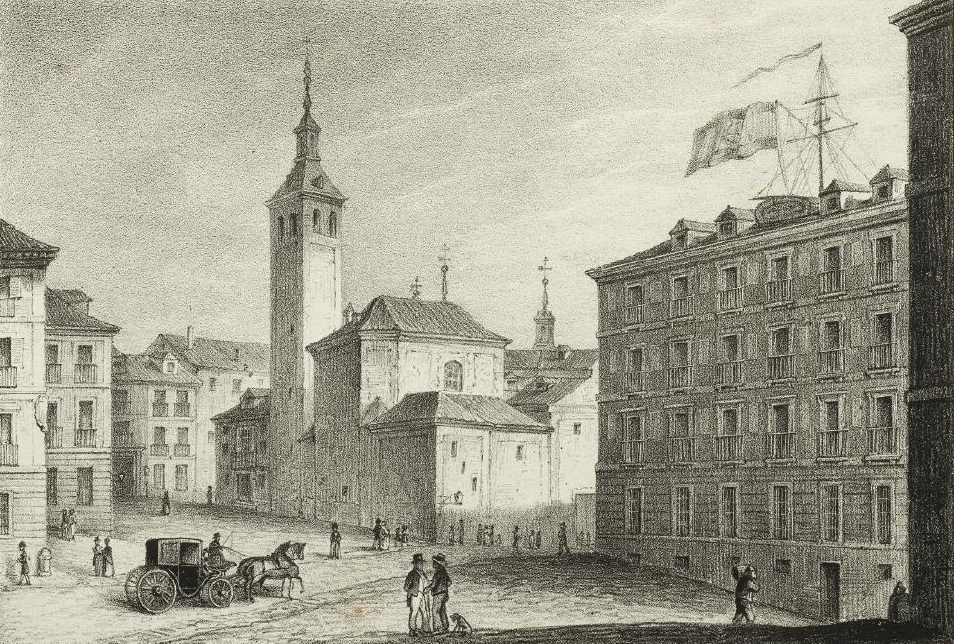
Vista de la iglesia hacia 1845.

Las referencias más antiguas y restos arqueológicos encontrados permiten adivinar la existencia de un primitivo templo románico, posiblemente del siglo XII, de planta de cruz latina, tres naves y varias dependencias conventuales adosadas. Las excavaciones realizadas en 1998 pusieron al descubierto la cimentación de un ábside medieval, así como nueve piezas pétreas, entre las que destacan una imposta ajedrezada y dos capiteles, uno decorado con motivos vegetales y otro con dos aves, que se conservan en el Museo Arqueológico Regional de la Comunidad de Madrid, en Alcalá de Henares.
No obstante, las representaciones más prolijas en detalles corresponden al aspecto que tenía la iglesia tras la gran reforma del siglo XVII, en la que desaparecieron sus trazas románicas. La maqueta de Madrid, llevada a cabo en 1830 por León Gil de Palacio, y una maqueta de la iglesia propiamente dicha, quizá basada en la maqueta anterior, realizada en torno a 1945 por José Monasterio Riesco —ambas conservadas en el Museo Municipal de Madrid—, muestran la iglesia con su más probable apariencia última, antes de la demolición.
A mediados del siglo XIX la iglesia presentaba en la estructura principal una mezcla de mampostería y ladrillo típica del arte mudéjar toledano, con una serie de dependencias anejas, como capillas y otros en diferentes estilos, que confieren un aspecto muy irregular. Tenía una torre alta de ladrillo y mampostería con un chapitel de estilo barroco colocado claramente con posterioridad en alguna de las reformas del siglo XVI. Esta torre había sido construida probablemente a finales del siglo XV o principios del siglo XVI ocupando parte del claustro. Igualmente, el crucero presentaba una cúpula con una linterna baja también de estilo barroco. En la fachada principal, frente al palacio de Uceda, el antiguo pórtico había sido sustituido por un frente de estilo neoclásico incorporado por Ventura Rodríguez.
Entre los elementos destacables de la iglesia, estaba una lámina de bronce con la inscripción:

Es tradición antiquisima que la milagrosa imagen de Nuestra Señora de la Almudena fue la principal que se adoro en Madrid traida a ella de Jerusalen por el apostol Santiago. En la pérdida de España la escondieron los fieles de esta villa en uno de los cubos de la muralla, donde estuvo 376 años. Restaurado Madrid mediante las oraciones y ayunos de los devotos que tenían heredada la devoción de esta santa imagen, sin saber el lugar donde estaba escondida, se cayo milagrosamente el cubo que la tuvo oculta en el riesgo, donde se apareció tan incorrupta la materia de que es fabricada como si aquel día fuese labrada de nuevo y hoy esta con la misma entereza.

También se especificaba que había sido encontrada junto a dos cirios prendidos que al parecer habían aguantado los 376 años ardiendo, tal como la dejaron los devotos cristianos que la escondieron.

### Ornamentos y tesoro

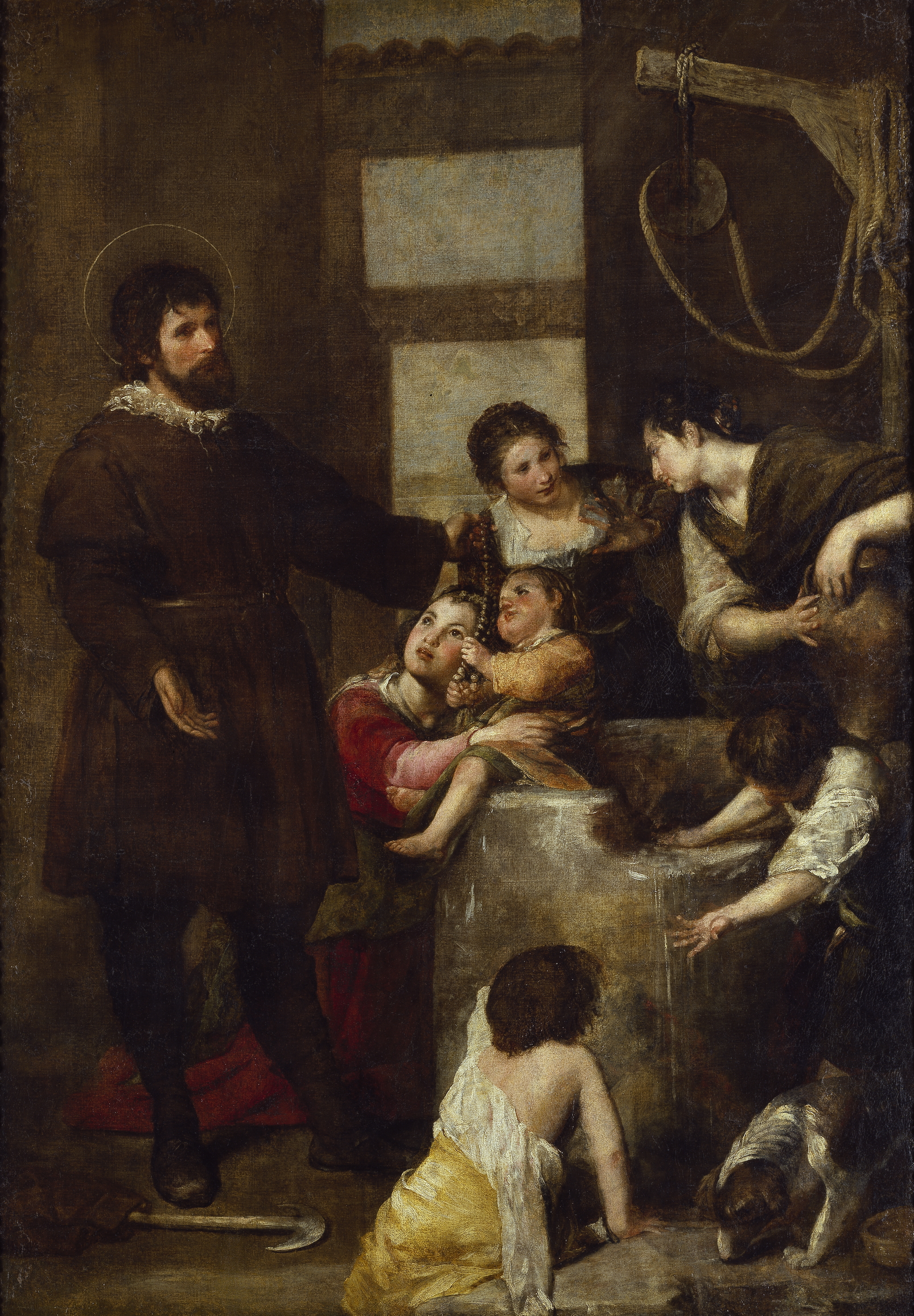
El milagro del pozo, de Alonso Cano. Presidía el altar mayor de la iglesia. Actualmente se conserva en el Museo del Prado.

El altar mayor de santa María la Mayor, ocupaba todo el testero y era de madera recubierta de plata. Según Ponz, la factura no era de gran calidad. Disponía de un camarín central con un trono para la virgen, y dos figuras laterales de San José y San Joaquín. En el ático se hallaba una pintura de Alonso Cano representando a San Isidro sacando a su hijo del pozo, según la tradición hagiográfica por intercesión de la virgen venerada en el templo. De esta pintura —El milagro del pozo, actualmente en el Museo del Prado—, muy elogiada en su época, dice Ponz: «un extranjero tunante que se decia limpiador y restaurador de pinturas, la refregó de tal manera no hace muchos años que, quitándole la flor del colorido, la echó a perder».
En la cúpula había una Anunciación de Diego Polo, y otras sobre la cornisa y el coro representando la vida de la Virgen y la Huida a Egipto, de Eugenio Cajés. No obstante, en el momento de la restauración de Ventura de la Vega (1777) estas pinturas ya no existen ni se tiene noticia de ellas. También había un cuadro de Lucas Jordán representando la Concepción como preservándola el Padre Eterno y otro de Gaspar Becerra de Santa Isabel, San Francisco y San Zacarías, en una de las capillas.

### Capilla de Santa Ana
Quizá la más famosa de las capillas funerarias de Santa María la Mayor o de la Almudena, la capilla de Santa Ana, o de Juan de Vozmediano, fue construida en 1542 invadiendo parte del claustro en estilo gótico tardío, y recibió numerosos elogios por su riqueza artística. Así, en varias ocasiones se cita esta capilla como lo único que merece la pena de todo el conjunto. A diferencia del cuerpo principal de la iglesia, de ladrillo y mampostería, esta capilla estaría construida en sillería de piedra blanca, de tres cuerpos, con cabecera ochavada y amplias ventanas. Presentaba una gran altura, la misma que la nave principal o incluso más alta.

### Otras capillas
Del resto de capillas, son reseñables la llamada de Alonso de Vozmediano, o de la Concepción, hermano de Juan de Vozmediano. El retablo de esta capilla, obra de Juan de Borgoña puede ser el mismo que actualmente está en la capilla del Palacio episcopal.
La capilla de los Vallejo, junto a la de los Monzón, construidas en 1503 y 1491 respectivamente, son las únicas reseñables, aunque se tienen noticias y descripciones de todas las demás, como la del Santo Cristo de la Salud, la Capilla pequeña de Santa Ana, la de San Ramón y por último, la de Santo Tomás de Villanueva, de especial interés ya que en ella estaba la escalera que bajaba a la cripta principal bajo el crucero.

## Historia
La historia de la iglesia se caracteriza sin duda alguna por un continuum de obras y ampliaciones desde su misma fundación hasta prácticamente la fecha de su derribo. Como se ha dicho, no se tienen noticias fidedignas de si realmente se demolió la mezquita para construir la iglesia en su lugar, o si simplemente se consagró el templo musulmán adecuándolo al culto cristiano tras la conquista definitiva de Madrid en torno a 1082. En el Fuero de Madrid de 1202 la iglesia figura ya como la más antigua de la villa, nombrándose en primer lugar. Alfonso X otorga en 1265 un privilegio a favor de esta parroquia:

E mandamos que los clerigos de la parrochia que fueran racioneros e prestes e diáconos e subdiaconos fasta treynta que sean, vezinos de Madrit, que sean excusados de todo pecho e de todo pedido e por facerles bien a merced mandamos que se excusen sus paniaguados e sus yegueros e sus pastores e sus hortelanos e estos excusados que sean de la cuantía que lo son los caballeros de Madrit.

En 1451 se elimina parte del claustro para la edificación de la torre. A lo largo de los siglos siguientes la nobleza madrileña construye capillas sepulcrales para sus enterramientos. En 1542 se construye la capilla de los Herrera. En 1561 Francisca de Salas ordena el inicio de la construcción de su capilla, y en 1640 la de Juan de Vozmediano. En 1777 se lleva a cabo una restauración completa a cargo de Ventura Rodríguez que incluye el replanteamiento y reedificación de buena parte del edificio, dado su avanzado grado de deterioro para evitar su derrumbe inminente por ruina. Estas obras supondrán un cambio radical en la apariencia del templo, ya que se incorporarán casetones y otros ornamentos. Finalmente, entre 1850 y 1855 se cierra la iglesia por obras de consolidación, periodo durante el cual se lleva la imagen al convento del Sacramento.
En esta parroquia estaba sepultado, entre otros personajes ilustres, el escultor Roberto Michel, que trabajó en obras diversas durante el reinado de Carlos III.

### Intentos de conversión en catedral
Desde principios del siglo XVI y hasta el reinado de Felipe IV hubo un cierto interés, nunca materializado, por convertir esta iglesia en colegiata o catedral.
El mismo Carlos I obtiene la bula papal de León X el 23 de julio de 1518. Felipe III obtiene igualmente bula de Clemente VIII para el derribo del templo actual y erección en su lugar de otro que estuviera más de acuerdo tanto con la importancia de la imagen allí custodiada, como con el rango de la ciudad. Ambos proyectos fracasaron por la oposición frontal del cabildo de Toledo, siempre muy reticente a la segregación de la villa de Madrid de la archidiócesis de Toledo, de la cual dependía.
Durante el reinado de Felipe IV se vuelve a retomar la idea, y se nombra una Junta de prelados y funcionarios. Se convoca a los arquitectos y se levantan planos para una iglesia nueva, de tres naves y dos torres, crucero con cúpula, coro de 120 sillas, capilla para el servicio parroquial, claustro, sala capitular, etc. Se llega a colocar una primera piedra y una cruz en un acto público el 15 de noviembre de 1623. Pero la dramática situación financiera del imperio ya en claro declive posterga las obras sine die y finalmente caen en el olvido, acometiéndose en su lugar ciertas reformas y mejoras en la iglesia existente en 1638.

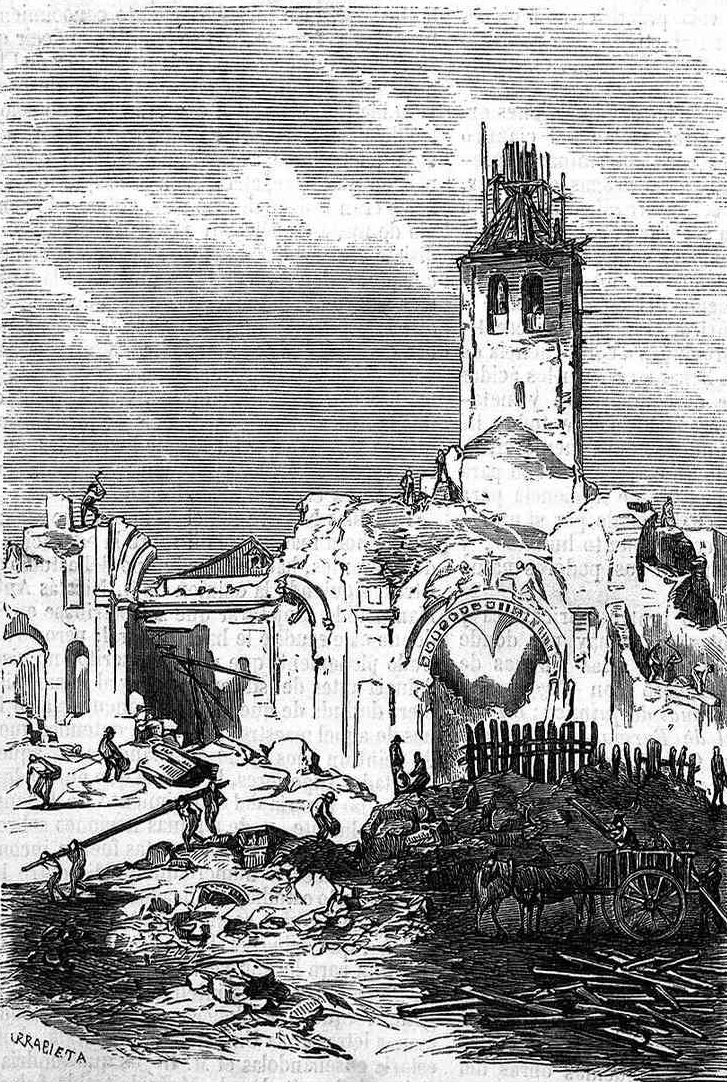
Grabado del derribo de la iglesia en las páginas de El Museo Universal (17 de enero de 1869). Dibujo de Urrabieta.

A finales del siglo XVIII, Antonio Ponz se lamentaba de la poca monumentalidad de Madrid y de la ausencia de una solemne catedral anotando «[...] casi todo cuanto sobresale en la población, como torres, cúpulas, etcétera, es menudo y mezquino; falta un objeto grande que la autorice y sirva como de cabeza a lo demás» en su obra Viage de España.

### Derribo
Desde el siglo XVIII diversos proyectos amenazaban el emplazamiento de la iglesia, siendo los dos más importantes el de la unión de la zona del palacio y la de San Francisco, y la de reforma del tramo final de la calle Mayor, que estaba ocupado por la iglesia de Santa María de la Almudena. En 1846, Mesonero Romanos presenta al Ayuntamiento de Madrid el Proyecto de mejoras generales de Madrid en el que se habla del derribo de la iglesia para corregir la desviación de la calle Mayor, favoreciendo su ensanche y unión con la calle Bailén, y alineando la margen derecha de la calle con el palacio de Abrantes, del que la iglesia sobresalía, estrechando la calle en su último tramo. En 1855 la iglesia entra dentro del catálogo de la desamortización de Madoz. Así, en 1861 se aprueba el plan de apertura de la calle Bailén, ampliándola hasta la iglesia de San Francisco el Grande, lo que implica el derribo de un buen número de edificaciones. Entre ellas, la iglesia de Santa María de la Almudena, que interfería en el proyecto. Al mismo tiempo se acometía el mencionado ensanche y rectificación de la calle Mayor, lo cual hacía del todo insalvable la pequeña parroquia.
El domingo 25 de octubre de 1868 se dice la última misa y se clausura la iglesia, llevando la mayor parte del tesoro, incluida la imagen de la virgen, inicialmente al convento del Sacramento. La imagen de pino tardomedieval de la Virgen de la Almudena se trasladó posteriormente a la catedral de nueva construcción, mientras que el resto del tesoro fue repartido entre diversas iglesias.
El 4 de abril de 1883, se coloca la primera piedra de la futura catedral de la Almudena en los cercanos terrenos cedidos por el rey Alfonso XII en la extensión del patio de la Armería, ya que el solar de la antigua iglesia, pequeño ya originalmente, quedó aún más menguado por el ensanche de las calles Mayor y Bailén, siendo demasiado exiguo para la construcción en él de la catedral. En el solar restante que antes ocupaba la iglesia y la aneja plaza de Santa María, tras la remodelación urbanística antes mencionada, se construyó un bloque de viviendas de cuatro plantas como número 88 de la calle Mayor, y números 19 y 21 de la calle Bailén.